# Bigbít (dokument)
Bigbít je dokumentární cyklus České televize, který popisuje historii československé rockové hudby v období 1956–1989. V letech 1995–2000 bylo natočeno celkem 42 dílů, každý o délce přibližně 60 minut. Prvních 27 jich bylo odvysíláno již v roce 1998, o dva roky později diváci v televizi viděli všech 42 dílů. Začátkem roku 1999 získal tento dokumentární seriál cenu TýTý 1998, když byl zvolen nejlepším pořadem dle kritiky. Celý Bigbít byl poprvé, v případě prvních 27 dílů již podruhé, reprízován v České televizi po 10 letech; první díl byl vysílán 1. ledna 2010.
Hlavními režiséry byli Zdeněk Suchý (díly 1–13 a 15–16) a Václav Křístek (díly 18–42). Jednotlivé dokumenty režírovali Zdeněk Tyc (14) a Václav Kučera (17). Celý výzkum a průzkum archivů zpracoval Petr Hrabalik, garantem celého projektu byl Radim Hladík a odbornými poradci se stali hudební publicisté Aleš Opekar a Vojtěch Lindaur.
Později Vojtěch Lindaur a Ondřej Konrád vydali stejnojmennou knihu s přiloženým soundtrackem.

## Díly
Podle stránky TV seriál Bigbít.
č. 1 (1955–1962)
Rock and rollové počátky v Československu a jejich vzory (Elvis Presley, Little Richard, Chuck Berry, aj.). První skupiny: Akord club, Samuels Band, EP Hi-Fi, Fapsorchestra, Paralax, Komety.
č. 2 (1959–1964)
Vznik dalších r'n'r skupin: Sputnici, Big Beat Kvintet, Crazy Boys. Počátky Olympicu v divadle Semafor.
č. 3 (1961–1966)
Československý pojem bigbít. Pavel Sedláček, skupiny Hell Devils, Crystal a brněnské Synkopy 61.
č. 4 (1963–1965)
Skupina Crossfire, divadelní a bigbítový soubor VOJ, kapela Karkulka, 14letý Petr Kalandra, vznik klubu Olympik. Skupina Olympic, rozpad jejího „semaforovského orchestru“ a přerod k rockové skupině s vlastním repertoárem. Zpěvák Miki Volek.
č. 5 (1963–1968)
Jsou slovenští The Beatmen lepší než Olympic? Jejich nástupci The Soulmen a Dežo Ursiny. „Naši a Beatles“ – setkání s nejslavnější hudební skupinou. Krátká rock'n'rollová kariéra Karla Gotta.
č. 6 (1961–1970)
Slovenský bigbít. Skupiny Twist Club, Tiene, Drinkers, Kométa, Players. Kapela For Meditation a jejich rhythm and blues. The Buttons ovlivnění britskými „stouny“. Skupiny Gentlemen a Modus.
č. 7 (1964–1970)
Rocky Eagles z Brna, Synkopa s Pavlem Novákem z Přerova. Pražská skupina Donald (také s Karlem Černochem). „Čech v Americe“ a následující Rogers Band. Kapely Hayx a Juventus. Kučerovci s náznaky bigbítu.
č. 8 (1963–1969)
„Bigbítová estráda“ Komety, hudební začátky Radima Hladíka a Vladimíra Mišíka. Skupiny Pra-Be a Fontána a následní r'n'b The Matadors. Manfred Mann a jejich pražský koncert v roce 1965. Viktor Sodoma, Mišíkovo krátké angažmá ve Skupině Karla Duby. Rhythm and bluesové Komety, rozpad Matadors, jejich emigrace a německý muzikál Hair.
č. 9 (1964–1972)
Skupiny Mefisto (Karel Svoboda) a Samuels. Olympic od poloviny 60. let (první nahrávky samostatné skupiny) do první poloviny 70. let (členem je Jiří Korn). The Crystal a Crystalky.
č. 10 (1965–1971)
Rozhlasová „Houpačka“ Mirky a Jiřího Černých, George & Beatovens a Petr Novák. Raní Flamengo, skupina The Hurican a jejich nástupce Cardinals. Jiří Korn ve skupinách Mickey a Rebels (+ manažer František Janeček).
č. 11 (1955–1972)
Dobové hudební nástroje – představení československých elektrických kytar, baskytar, mikrofonů, kláves, jak vypadaly první bicí soupravy. Technika – zesilovače a reproduktory, magnetofony Sonet duo. Muzeum československých kytar na Slovensku.
č. 12 (1964–1973)
Slovenské bigbítové kapely druhé poloviny 60. let a přelomu 60. a 70. let: Peter Lipa a Blues Five, Pavol Hammel a Prúdy, Marián Varga a Collegium Musicum.
č. 13 (1966–1971)
Petr a Jan Spálení a jejich skupiny The Hipps a Apollobeat. Vršovický New Club, kde se scházeli hudebníci. První období existence Framus Five. Dívčí bigbítová skupina Jolana z Teplic, českobudějovičtí The Sinners. Olomoucká skupina The Bluesmen účinkující na přelomu 60. a 70. let v mnichovském muzikálu Hair.
č. 14 (1964–1971)
Bigbítové skupiny v Brně – Vulkán (Hana a Petr Ulrychovi, Martha a Tena Elefteriadu), Atlantis (Ulrychovi), Synkopy 61. Bigbítové skupiny v Ostravě – The Spies, The Majestic (Marie Rottrová, Věra Špinarová), Orchestr Ivo Pavlíka, Flamingo (Hana Zagorová, Špinarová, Rottrová).
č. 15 (1967–1969)
První (prosinec 1967) a druhý (prosinec 1968) československý beatový festival v Praze. Náznaky hnutí hippies v Československu. Tři československé koncerty The Beach Boys v Praze, Bratislavě a Brně (červen 1969), vystoupení The Nice jako finále druhého beatového festivalu. Heslo „sex, drogy a rokenrol“ – výpovědi hudebníků.
č. 16 (1967–1971)
Počátky skupiny The Blue Effect, kapela P-67 a nástupnická The Colour Images. První československá psychedelická skupina The Primitives Group, undergroundoví The Plastic People of the Universe a Mejla Hlavsa. Experimentální Knížákova skupina Aktual z Mariánských Lázní.
č. 17 (1967–1972)
Progresivní kapely The Yearning Lorry (jejich vzorem byli Vanilla Fudge), Yatchmen (vzor Canned Heat), Ages B. C. The Progress Organization z Brna, slovenští Gattch na pomezí beatu, jazzu a klasiky. Třetí a poslední československý beatový festival v Praze (duben 1971) s vystoupením Omegy (Maďarsko), Czesława Niemena (Polsko) a Livin' Blues (Nizozemsko). Vrcholné období skupiny Flamengo – texty Josefa Kainara a album Kuře v hodinkách.
č. 18 (1970–1975)
Rozpad Flamenga, navazující hardrockový Energit a krátkodobě existující skupina Formace. Normalizace v Československu v první polovině 70. let 20. století, boj proti dlouhým vlasům, adaptace rockových hudebníků na doprovodné skupiny popových a estrádních umělců, případně emigrace. Rekvalifikační zkoušky (tzv. přehrávky) jakožto zkoušky z marxismu-leninismu.
č. 19 (1971–1978)
Hospody jako centra rocku, burzy desek, pražské kluby. Incident s jednou obětí v Lucerně před koncertem maďarských Locomotiv GT. Vesnické tancovačky a regionální rockové kapely. Folkoví písničkáři (Jaroslav Hutka, Vlastimil Třešňák, Marsyas, Petr Lutka, Vladimír Merta, Jan Burian) a spolupráce některých rockerů s nimi (Čundrgrund).
č. 20 (1970–1980)
První polovina 70. let a silně omezená činnost rockových skupin, spolupráce rockových hudebníků s písničkáři či popem. Jazzrock v Československu: skupina Blue Effect (později M. efekt) a její spolupráce s Jazz Q a Jazzovým orchestrem Československého rozhlasu, Energit, Jazz Q, Fermáta a další. Vliv zahraničí (Miles Davis, Mahavishnu Orchestra, Weather Report), nové nástroje – syntezátory a bezpražcová baskytara.
č. 21 (1969–1982)
Jazz Q jako free jazzová skupina, později přechod k blues (Luboš Andršt, Joan Dugganová) a jazzrocku (Oskar Petr). Organizace Jazzová sekce a její Pražské jazzové dny, Milan Svoboda & Pražský Big Band. První jazzrockové období Pražského výběru. Folkrocková skupina Marsyas a Petr Kalandra.
č. 22 (1972–1983)
Vladimír Mišík & Etc... Skupiny a interpreti z pražské Hanspaulky: Ivan Hlas (Žízeň, Navi Papaya), Ondřej Hejma (Žízeň, vokální soulový kvartet Yo Yo Band), Bluesberry, hospoda Na Houtyši, festival Babstock 1973–1974.
č. 23 (1973–1984)
Tvorba Olympicu ve druhé polovině 70. let a komponované pořady první poloviny 80. let, Skupina F. R. Čecha a její přerod od bubble gum k hardrocku, příchod Jiřího Schelingera. Václav Neckář a Bacily jako rocková skupina, kytarista a skaldatel Ota Petřina. Založení Katapultu a jeho počáteční období, obnova Framus 5.
č. 24 (1972–1984)
Art rockový Blue Effect (tehdy M. efekt) ve druhé polovině 70. a na začátku 80. let. Bohemia navazující na Flamengo, později přechod k jazzrocku. Koncert SBB v Praze (1975). Návrat Oldřicha Veselého do Synkop – artrocková tvorba první poloviny 80. let. Progres 2 schovaní v doprovodných skupinách v průběhu a jejich osamostatnění ve druhé polovině 70. let, rocková opera Dialog s vesmírem.
č. 25 (1974–1983)
Televizní pořady Písničky pod rentgenem, Hudební studio M a Hitšaráda. Hudebníci na rozhraní rocku a mainsteamového popu: Marie Rottrová a Flamingo, návrat Petra Nováka, Petra Janů, Jan Spálený, Jana Kratochvílová. Slovenská scéna druhé poloviny 70. let – Pavol Hammel a Prúdy, obnovené Collegium Musicum, jazzrocková Fermáta, středoproudý Modus s Miro Žbirkou.
č. 26 (1970–1975)
Underground v první polovině 70. let. Skupina Aktual Milana Knížáka a The Plastic People of the Universe. Incident (tzv. „masakr“) s máničkami na koncertě v Českých Budějovicích. Inspirace: The Velvet Underground, Egon Bondy; Kanaďan Paul Wilson členem „Plastiků“.
č. 27 (1973–1981)
Pokračování českého undergroundu: The Plastic People of the Universe, Magorova Zpráva o třetím českém hudebním obrození, DG 307, Umělá hmota (a Umělá hmota II a III), rock'n'rolloví The Old Teenagers. Festivaly II. kultury: 1. Postupice září 1974, 2. Bojanovice únor 1976, 3. Hrádeček září 1977; role Václava Havla v undergroundu, soudní proces s „Plastiky“ (1976), underground jako ghetto. Festival v Nové Vísce u Chomutova (přelom 1978 a 1979), poslední koncert The Plastic People of the Universe v Kerharticích 1981.
č. 28 (1969–1978)
Česká alternativní scéna, také vliv Franka Zappy. Kluby Miloše Čuříka, skupiny Extempore, Expanze, Elektrobus, F.O.K., Stehlík, Kilhets, Combo FH. Jazzová sekce jako centrum alternativní kultury a jí pořádané Jazzové dny.
č. 29 (1977–1981)
Pokračování alternativní scény: alternativní skupiny na Jazzových dnech. Žabí hlen, další vývoj Extempore (převzetí Mikolášem Chadimou a náznaky punku), skupina Švehlík jako pokračování Stehlíka, Mezanin (Jaroslav Jeroným Neduha). Sekce mladé hudby v rámci Svazu hudebníků a její podpora alternativní hudby. Kontakty Jazzové sekce s hnutím Rock in Opposition a koncerty západních skupin (Art Bears, Art Zoyd, This Heat a další). Konec rocku na diskotékách a objev disca. Vlasta Marek a Amalgam. Postupný příchod nové vlny.
č. 30 (1978–1985)
Vznik punku a jeho postupný příchod do Československa, skupiny Zikkurat, Energie G, Garáž, Kečup, A 64, Suchý mozky, havířovská Hlava 2000, teplická FPB. Příchod nové vlny.
č. 31 (1980–1985)
Česká verze nové vlny, pražský klub Na chmelnici jako zázemí. Skupiny Jasná Páka, Letadlo, Dvouletá fáma, Precedens. Odlišný zvuk od ostatních rockových stylů, používání syntezátorů, móda.
č. 32 (1979–1984)
Pokračování nové vlny a navzájem odlišné styly českých kapel. Skupiny OK Band, Abraxas (a její předchůdce Abraam z poloviny 70. let), druhé období Expanze, Heval s Janou Kratochvílovou a Pražský výběr.
č. 33 (1979–1986)
Ukončení činnosti Pražského výběru zákazem, udělení zákazu činnosti i Vladimíru Mišíkovi. Článek „Nová vlna se starým obsahem“ v časopisu Tribuna. Následné přejmenování některých skupin: Letadlo → Jižní pól, Jasná Páka → Hudba Praha. Kdo byl a jak si hudebníci představovali autora článku Jana Krýzla. Kompletní výměna redakce časopisu Melodie a jeho přeorientování na hudbu východního bloku. Skupiny hrající tzv. jižanský rock: Žlutý pes (kvůli článku v Tribuně přejmenovaná na Hudebně zábavná skupina Ondřeje Hejmy) a Pumpa. Bluesové skupiny ASPM a Blues Band.
č. 34 (1983–1987)
Nově vzniklé skupiny po zákazech činnosti. Film Hudba 85 a v něm představené skupiny: OZW, Garáž, Dybbuk, Krásné nové stroje, Nahoru po schodišti dolů band, Máma Bubo. Koncerty Nico v říjnu 1985 v hospodském sále v Brně-Kníničkách a v kulturním domě na pražském Opatově.
č. 35 (1982–1989)
Alternativní rocková scéna na Moravě: Valašské Meziříčí (Slepé střevo, Happyend, Mňága a Žďorp, Betula Pendula, Ciment, festival Valašský špalíček), Ostravsko (Třírychlostní Pepíček, Masomlejn, Buty, Matyáš Gali) a Brno (Odvážní bobříci, Ještě jsme se nedohodli, Nucleus, Pro pocit jistoty, festival Valná hromada, Z kopce, Iva Bittová, E, Dunaj).
č. 36 (1982–1989)
Nahrávání koncertů a rozšiřování těchto pirátských nahrávek (např. Petr Cibulka). Rock na českém venkově: letní festivaly, soutěžní přehlídky (např. Rock Vysočina), tzv. mrtvé kraje s minimem rocku, skupiny Atomová mihule, Znouzectnost, Oceán, Oi Oi Hubert Macháně. Teplická scéna: Už jsme doma, Šanov, Aku Aku, Laura a její tygři. Fenomén videoklipů, propojení hudby a vizuálních zážitků (společné show Laury a jejich tygrů a Baletní jednotky Křeč).
č. 37 (1975–1989)
Historie skupiny C&K Vocal, odchod Luboše Pospíšila a založení vlastní skupiny 5P. Michal Prokop a obnovení Framus 5. Vliv reggae a africké hudby v Československu: Babalet a Yo Yo Band.
č. 38 (1982–1989)
Reggae v rocku, skupina Dr. Max. Žánrová rozmanitost československého rocku v 80. letech 20. století, nástup tzv. nového popu (Žentour, Bossanova, ZOO, Lucie, Tango). Soupeření Hudby Praha a Vítkova kvarteta. Skupiny Krausberry, Vltava, Ženy, Panika. Přehlídky Vokalíza, obnovené Beatsalóny, Rockový maratón. Skupina Moped, spolupráce Zuzany Michnové s Michalem Pavlíčkem, obnovení Pražského výběru v roce 1986 (tehdy pouze Výběru), Pavlíčkovo Stromboli.
č. 39 (1980–1989)
Povolení činnosti Vladimíru Mišíkovi a obnovení Etc... Slovenská hudba 80. let: Dežo Ursiny (+ Provisorium a Burčiak), Demikát, Banket, skupiny tzv. nového popu (poprocku) Elán, Vašo Patejdl, Limit, Midi a Vidiek (s vlivem nové vlny). Hardrocková až heavymetalová Tublatanka.
č. 40 (1984–1989)
Přehlídky Rockfest pořádané Socialistickým svazem mládeže v pražském Paláci kultury od roku 1986, vystoupení i některých nezávislých skupin, názory hudebníků (např. Laura a její tygři, Bez ladu a skladu, E, Oceán, Oliver, Panika, Visací zámek aj.) a publicistů na Rockfest. Přesun metalové scény do Sportovní haly, koncerty před 15tisícovým publikem. České heavy metalové skupiny: Arakain, Citron, Vitacit, Motorband, black metalový Törr, satanistický Root.
č. 41 (1980–1989)
Industriální skupiny Paprsky inženýra Garina a Střední Evropa. Počátek českého rapu – Manželé. Rozvoj punku a hardcoru, skupiny Plexis, Hrdinové nové fronty, Visací zámek, Egypt, Michael's Uncle, Radegast, Našrot, Debustrol, Insania. Underground 80. let: Orchestr Bissext, Jim Čert, Posádková hudba Marného Slávy, MCH Band, Psí vojáci, rozpad The Plastic People of the Universe, Hlavsova Půlnoc. Dále novovlná kapela Precedens, zákaz Jazzové sekce v roce 1984 a odsouzení jejích pěti členů v roce 1987 za nedovolené podnikání.
č. 42 (1984–1989)
Vystoupení zahraničních skupin v Československu ve druhé polovině 80. let 20. století: Depeche Mode, Duran Duran a UB40 v Praze, mírový koncert za Olofa Palmeho v Plzni – Die Toten Hosen a Stromboli s Michalem Davidem. Ostravský festival Folkový kolotoč a noví písničkáři – tzv. II. generace českého folku: Jaromír Nohavica, Karel Plíhal, Pavel Dobeš, Slávek Janoušek. Další festivaly (Lipnice, Frýdštejn, aj. s kritikou režimu). Experimentální interpreti na pomezí žánrů: Jablkoň, Oldřich Janota, Dagmar Andrtová-Voňková, Nerez, Václav Koubek. Koncert pro Arménii 14. ledna 1989 zorganizovaný samotnými umělci. Společenský vývoj v roce 1989, kritika režimu Michaelem Kocábem na Děčínské kotvě 1988, Joan Baez na Bratislavské lyře 1989 podporující Chartu 77, Petra Cibulku, Václava Havla a Ivana Hoffman. Vystoupení Vladimíra Mišíka na Letné (listopad 1989) a Karla Kryla (prosinec 1989).